# فرنسيس إتش. ودوارد
فرنسيس إتش. ودوارد هو سياسي أمريكي، ولد في 17 مارس 1939 في بوسطن في الولايات المتحدة. نشط حزبياً في الحزب الديمقراطي. وقد انتخب عضو مجلس نواب ماساتشوستس ‏.